# Orco Feglino
Orco Feglino est une commune italienne de la province de Savone, dans la région Ligurie.

## Administration
| Période                                  | Période | Identité | Étiquette | Qualité |
| ---------------------------------------- | ------- | -------- | --------- | ------- |
|                                          |         |          |           |         |
| Les données manquantes sont à compléter. |         |          |           |         |

### Communes limitrophes
Calice Ligure, Finale Ligure, Mallare, Quiliano, Vezzi Portio.

## Jumelages
- Le Crestet (France).